# Liretlo
Il liretlo è una pratica sciamanica - diffusa soprattutto in Lesotho stato enclave della  Repubblica Sudafricana - che consiste nello scarificare un uomo assassinato, usandone la carne in altri rituali. Questa pratica è nota anche come omicidio medicinale.